# 目下
| ウィキペディアには「目下」という見出しの百科事典記事はありません（タイトルに「目下」を含むページの一覧/「目下」で始まるページの一覧）。 代わりにウィクショナリーのページ「目下」が役に立つかもしれません。 |